# كأس أيرلندا الشمالية 1982–83
كأس أيرلندا الشمالية 1982–83 (بالإنجليزية: 1982–83 Irish Cup)‏ هو موسم من كأس أيرلندا. كان عدد الأندية المشاركة فيه 32، وفاز فيه غلينتوران.

## النهائي
| نادي لينفيلد         | 1 – 1 | غلينتوران  |
| -------------------- | ----- | ---------- |
| ليندسي ماكوين (pen.) | تقرير | جيري مولان |

### الإعادة
| غلينتوران      | 2 – 1 | نادي لينفيلد |
| -------------- | ----- | ------------ |
| جوني جيمسون x2 | تقرير | McGaughey    |